# Parade (balett)

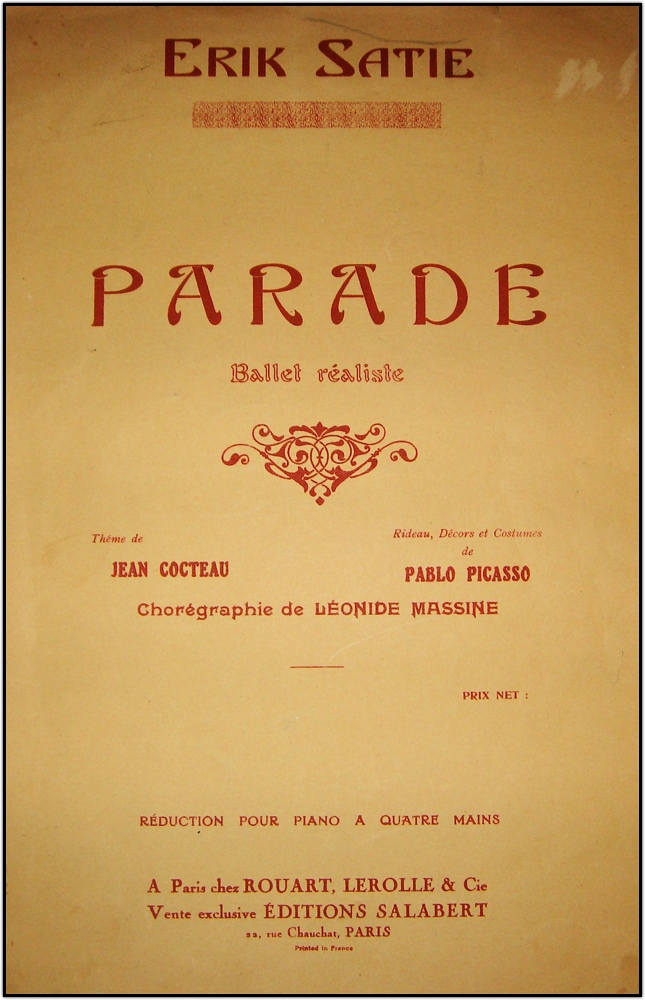
Häftesomslag

Parade är en balett i en akt med koreografi av Léonide Massine. Musik av Erik Satie, libretto av Jean Cocteau samt dekor och kostymer av Pablo Picasso. 

## Historia
Idén till verket kom från Cocteau som på 1910-talet föreslog Sergej Diaghilev att göra en balett efter hans scenario till Ballets Russes. År 1915 hade han och Picasso påbörjat en cirkusbalett, då cirkus var ett gångbart tema vid denna tid. Parade var även inspirerad av kubismen. Diaghilev hade föresatt sig att göra Massine till koreograf och han fick därför det uppdraget och koreografin var det första kubistiska verket för teatern.
Verket skrevs för Ballets Russes och hade premiär den 18 maj 1917 på Théâtre du Châtelet i Paris. Premiären blev en smärre skandal med delar av publiken som högljutt uttryckte sitt missnöje.

## Handling
Baletten utspelar sig vid en gatucirkus i Paris. En fransk och en amerikansk inkastare försöker locka publik, genom att presentera lockbitar. Fransmannen presenterar en kinesisk trollkarl som utför sina konster, medan amerikanen presenterar Little American Girl, som dansar och framför tablåer, exempelvis av Titanics undergång. Det kommer ingen publik, utan i stället kommer en häst som dansar och ett par akrobater. Alla numren tas om igen, utan att någon publik visar sig. När ridån faller, påbörjas en tredje omgång.
Saties musik är ett impressionistiskt mästerverk i miniatyr, där skrivmaskinssmatter, fartygssirener och revolverskott förekommer.  I Guillaume Apollinaires programtext förekommer ordet surrealism för första gången. Parispubliken ansåg att verket var den perfekta syntesen av musik, formgivning och dans.

## Bilder från föreställningen 1917

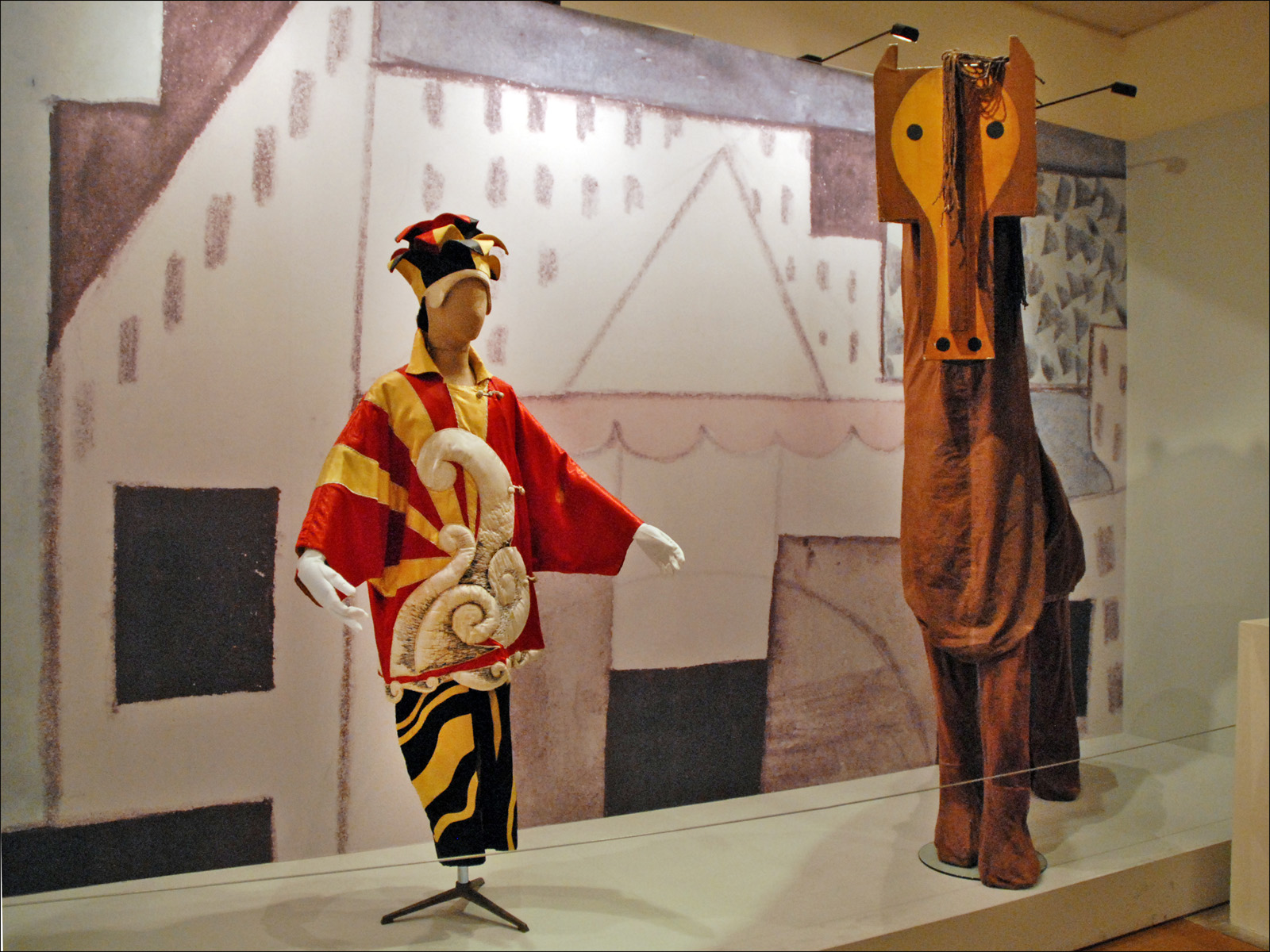
Kinesen och hästen.
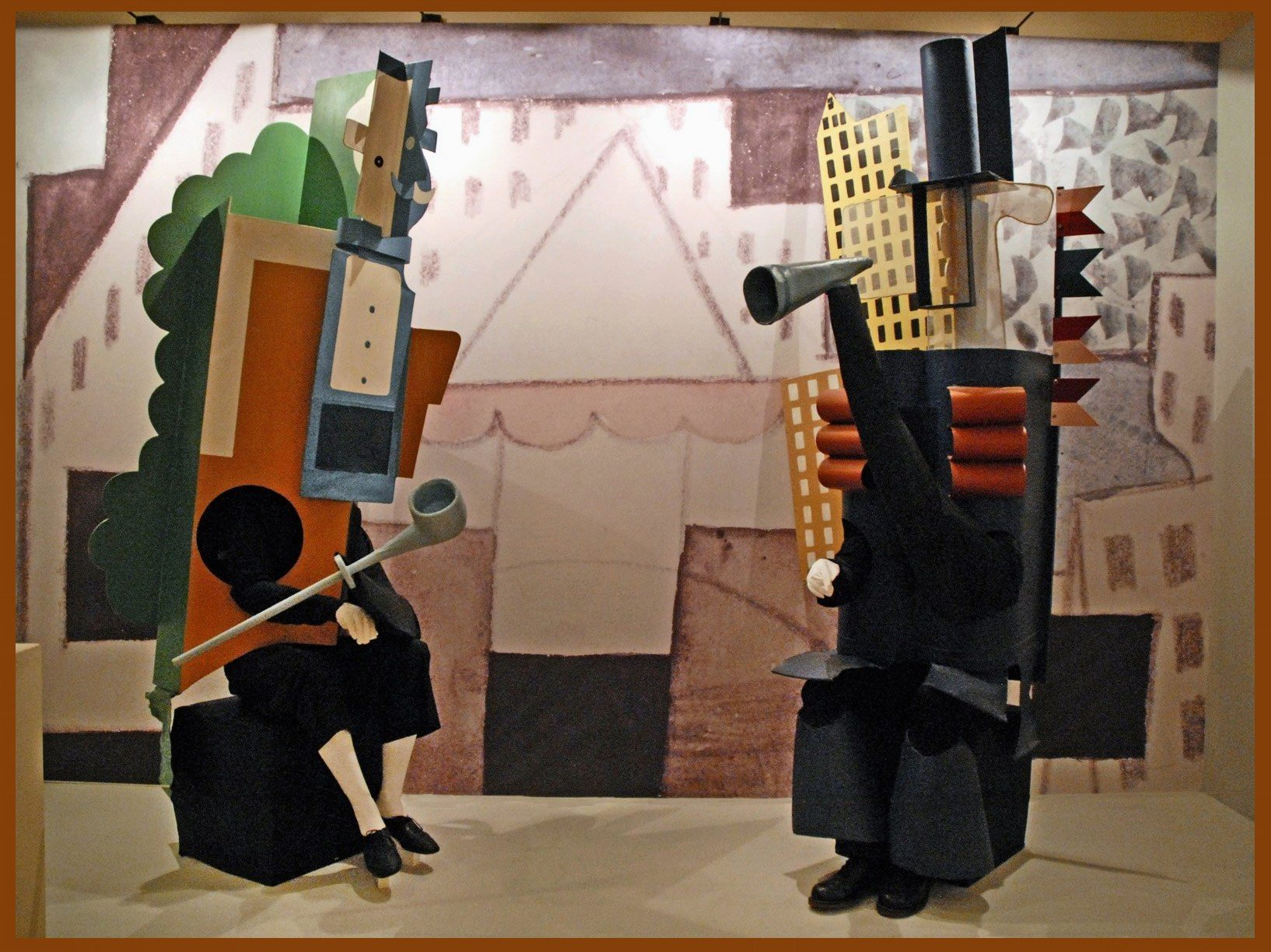
Fransmannen till vänster och amerikanen till höger.